# Pacto Antikomintern
El Pacto Antikomintern o Tratado Antikomintern, oficialmente Acuerdo contra la Internacional Comunista, fue firmado el 25 de noviembre de 1936 entre el Imperio del Japón y la Alemania nazi, siendo el documento relanzado y de nuevo firmado el 25 de noviembre de 1941, tras la invasión de la URSS por Alemania. En el documento, las naciones firmantes se comprometían a tomar medidas para salvaguardarse de la amenaza de la Internacional Comunista o Komintern, liderada por la Unión Soviética.

## Historia

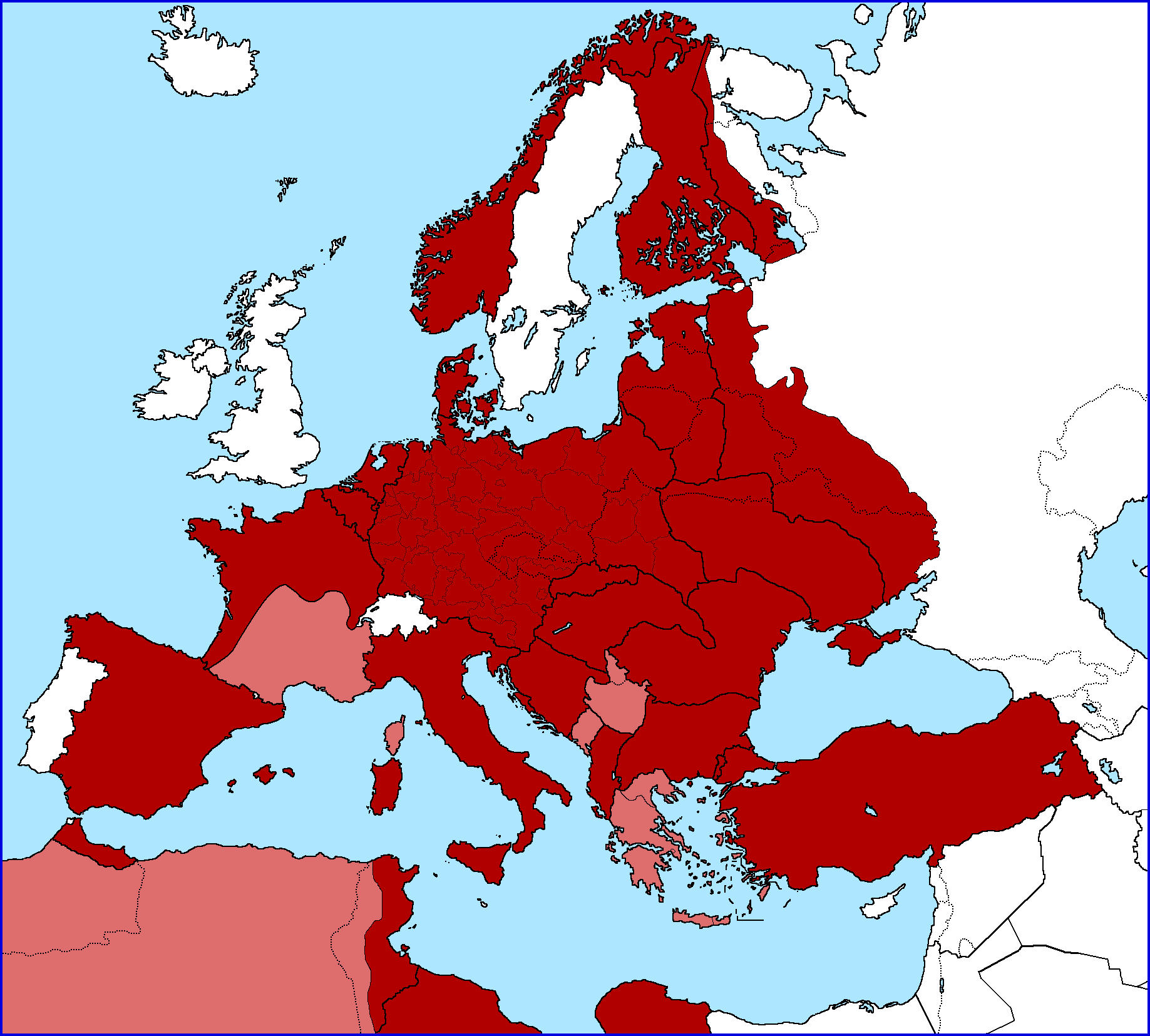
Países europeos firmantes del Pacto Antikomintern, en noviembre de 1941. En rojo oscuro, países firmantes europeos (Alemania e Italia se muestran con los territorios ocupados). En rojo claro, países satélite y gobiernos títere no firmantes del Pacto:
- Estado francés (Philippe Pétain).
- Estado Helénico (Geórgios Çolakoğlu).
- Reino de Montenegro (Sekula Drljević).
- Gobierno de Salvación Nacional de Serbia (Milan Nedić).

Un mes después de que se formalizara el Eje Roma-Berlín (octubre de 1936), el Imperio del Japón firmó con la Alemania nazi el Pacto Antikomintern, donde los dos países se aliaban contra la Unión de Repúblicas Socialistas Soviéticas (URSS) y se reconocía Manchukuo, un estado títere originado durante la ocupación japonesa de la región china de Manchuria. Un año después se incorpora a este pacto Italia, y luego los gobiernos de España y Hungría. 
Con el Pacto, los grandes bloques basados en doctrinas fascistas en Europa y uno de los países más importantes de Asia, el Japón imperial, se apoyan mutuamente en contra de la influencia de las doctrinas del internacionalismo comunista promovido internacionalmente por el gobierno de la Unión Soviética.
El Pacto Antikomintern fue un intento de Hitler de aislar a la URSS, que no contaba con aliados en Europa, sin que implicase necesariamente ayuda militar.

## Países miembros
En el quinto aniversario del tratado original (25 de noviembre de 1941) el Pacto fue solemnemente relanzado mediante la adhesión de algunos de los estados satélite de Alemania (Rumanía, Bulgaria, Eslovaquia y Dinamarca), de Italia (Croacia) y de Japón (gobierno chino de Wang Jingwei). Entraron en el Pacto también Finlandia y Turquía. Sin embargo permanecieron fuera del mismo otros gobiernos títere del Eje, como los de Francia, Grecia, Montenegro, o Serbia.: 49 
Para 1941, cuando se inició la invasión de la Unión Soviética, los países miembros en Europa eran:
- Gran Imperio alemán (gobierno de Adolf Hitler)
- Reino de Italia (gobierno de Benito Mussolini)
- Reino de Bulgaria (gobierno de Bogdan Filov)
- Estado Independiente de Croacia (gobierno de Ante Pavelić)
- Reino de Dinamarca (gobierno de Thorvald Stauning)
- Estado Español (gobierno de Francisco Franco)
- República de Finlandia (gobierno de Kyösti Kallio)
- Reino de Hungría (gobierno de Miklós Horthy)
- Reino de Rumania (gobierno de Ion Antonescu)
- República Eslovaca (gobierno de Jozef Tiso)

En Asia, los países firmantes del Pacto eran:
- Imperio del Japón (gobierno del Emperador Hirohito)
- Imperio de Manchukuo (gobierno del Emperador Puyi)
- República de China (gobierno de Wang Jingwei)

### Entrada de la España de Franco
La España de Francisco Franco  se adhirió al pacto el 27 de marzo de 1939, el mismo día en que la rendición del Ejército republicano español al final del Sitio de Madrid supuso el fin de la guerra civil española.: 300  La acelerada incorporación de España al Pacto Anticomunista, con el objetivo de contrarrestar la influencia británica en España, había sido algo apoyado por los alemanes, por los italianos y por los japoneses desde al menos enero de 1939. El secretario de Estado alemán Weizsäcker especificó que la invitación a España sólo debía venir de Alemania, Italia y Japón, pero no de Hungría. : 708 
El bando español retrasó la adhesión al pacto, ya que los dirigentes franquistas temían la intervención de las potencias aliadas en el bando republicano en caso de que los nacionalistas se pusieran del lado del Eje antes de la conclusión de la guerra. El ministro de Asuntos Exteriores de Franco, Francisco Gómez-Jordana Sousa, retrasó en consecuencia la entrada de España en el Pacto Anticomunista hasta el final de la guerra civil española.: 709–714 
La adhesión de España al pacto fue una prueba del alineamiento español con los fascistas europeos, y el éxito nacionalista en la guerra civil española se convirtió en una justificación para la actividad continuada del Pacto Anticomunista y como confirmación del valor del pacto.: 218 
En la Cámara de los Comunes británica, la entrada de España en el Pacto Anticomunista fue vista con recelo, sobre todo en lo que respecta a la seguridad de Gibraltar y, por extensión, de Malta, el Egipto británico y  la Palestina bajo mandato británico. El gobierno británico, tras la victoria nacionalista había intentado mejorar rápidamente las relaciones con el nuevo gobierno de Madrid, pero los avances en las relaciones anglo-españolas recibieron un revés con la entrada de España en el pacto. 
Francia, aunque nominalmente también estaba interesada en mantener relaciones positivas con los falangistas, como se vio en el Acuerdo Bérard-Jordana del 25 de febrero de 1939, avanzó aún menos que los británicos. Tras la entrada de España en el Pacto Anticomunista, se produjo un refuerzo militar español en Marruecos colonial, y el gobierno de Franco empeoró aún más las tensiones al negarse a permitir el reingreso de los refugiados que habían huido del país en los últimos días de la guerra civil española.: 221 

## Posible entrada de Uruguay en 1936 y de Brasil en 1937
El Uruguay Marzista mantuvo fuerte vínculos con el eje hasta 1942, tenía un gobierno similar al Nacional-socialismo donde abiertamente se criticaba al judaísmo, a los gitanos y a las "razas exóticas", en Uruguay desde 1892 hasta 1946 tuvo leyes racistas para formar una población no "contaminada". La primera oportunidad para que la Anti-Comintern se involucrara en los asuntos sudamericanos parece haberla brindado una disputa entre Uruguay y la URSS, que posteriormente se convirtió en tema de discusión un enfrentamiento en la Liga de Naciones, derivado de las denuncias uruguayas de complicidad soviética en los levantamientos comunistas ocurridos en Brasil en noviembre de 1935. Cuando se discutió este tema en Ginebra entre el 20 y el 23 de enero de 1936, el delegado uruguayo denunció la Injerencia soviética en los asuntos internos de otros países y en las conexiones entre la URSS y la Comintern. El material en el que basó estas acusaciones había sido proporcionado por Anti-Comintern a través del Dr. Lodygensky de la Entente Internationale Contre la Troisième Internationale con sede en Ginebra.  ==
El presidente brasileño Getúlio Vargas había establecido la nueva constitución del Estado Novo de noviembre de 1937 con el pretexto de la insurgencia comunista, por lo que Brasil fue considerado el principal punto de entrada del Pacto Anticomunista en Sudamérica. El gobierno brasileño prometió que su convicción anticomunista interna continuaría, pero declinó la entrada en el Pacto Anticomunista sobre la base de que no deseaba ofender diplomáticamente al Reino Unido o a los Estados Unidos. Sin embargo, el ministro brasileño Francisco Luiz da Silva Campos mostró interés en la ayuda alemana para una Exposición Anticomunista brasileña similar a las que ya se habían celebrado en Alemania : 687–688